# USS Gladiator (MCM-11)
USS Gladiator (MCM-11) – amerykański trałowiec typu Avenger. Trzeci okręt w US Navy o tej nazwie.
Zbudowany w stoczni Peterson Shipbuilders, zwodowany 29 czerwca 1991, przekazany US Navy 4 czerwca 1993, rozpoczął służbę 18 września 1993.
Kadłub zbudowany z drewna (dla zmniejszenia pola magnetycznego), pokryty laminatem poliestrowo-szklanym. Również silniki wybierano biorąc pod uwagę własności magnetyczne i akustyczne.
1 października 2000 okręt przeniesiono do Rezerwy Marynarki Wojennej (Naval Reserve Force).
W styczniu 2007 został przetransportowany (na statku-doku) do Bahrajnu, gdzie zastąpił USS "Cardinal" (MHC-60) i USS "Raven" (MHC-61).